# Silvester Tung Kiem San

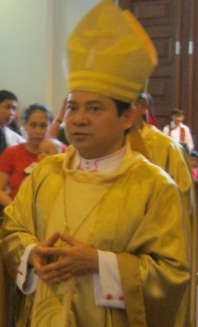
Silvester Tung Kiem San

Silvester Tung Kiem San (* 11. Juli 1961 in Maupongo) ist ein indonesischer Geistlicher und römisch-katholischer Bischof von Denpasar.

## Leben
Der Erzbischof von Ende, Donatus Djagom SVD, weihte ihn am 29. Juli 1988 zum Priester.
Papst Benedikt XVI. ernannte ihn am 22. November 2008 zum Bischof von Denpasar. Die Bischofsweihe spendete ihm der Erzbischof von Ende, Vincentius Sensi Potokota, am 19. Februar des nächsten Jahres; Mitkonsekratoren waren Girulfus Kherubim Pareira SVD, Bischof von Weetebula, und Franciscus Kopong Kung, Bischof von Larantuka.
Papst Franziskus ernannte ihn am 11. Oktober 2017 zusätzlich für die bis zum 19. März 2020 währende Sedisvakanz zum Apostolischen Administrator des Bistums Ruteng.